# مارتونی، ارمنستان
مارتونی (به ارمنی: Մարտունի) یک شهر در ارمنستان است که در استان گغارکونیک واقع شده‌است. مارتونی در کیلومتری شمال گاوار، مرکز استان گغارکونیک واقع شده‌است.
مارتونی در کرانهٔ جنوبی دریاچه سوان واقع شده‌است. در کیلومتری شمال گاوار، مرکز استان گغارکونیک واقع شده‌است.

## خصوصیات
مارتونی ۱۰ کیلومترمربع مساحت و ۱۲٬۸۹۴ نفر جمعیت دارد و ۱٬۵۱۰ متر بالاتر از سطح دریا واقع شده‌است.

## تاریخچه
در گذشته نام این شهر «متس زنوت» بود اما بین سال‌های ۱۸۳۰ و ۱۹۲۲ به آن «نرکین غارانلوق» گفته می‌شد. در سال ۱۹۲۶ نام این شهر در بزرگداشت «الکساندر میاسنیکیان»، رهبر کمونیست ارمنستان که با نام مارتونی شناخته می‌شد، به «مارتونی» تغییر یافت.
مارتونی در گذشته مرکز استان گغارکونیک بود. «کلیسای آستواتساتسین» در این شهر قرار دارد. این کلیسا در سال ۱۸۸۶ بازسازی شد. همچنین در سال ۱۹۹۷، گروهی ایتالیایی - ارمنی، بقایایی از یک دژ متعلق به عصر آهن را در این منطقه کشف کردند.

## ورزش
- باشگاه فوتبال آلاشکرت

## نگارخانه

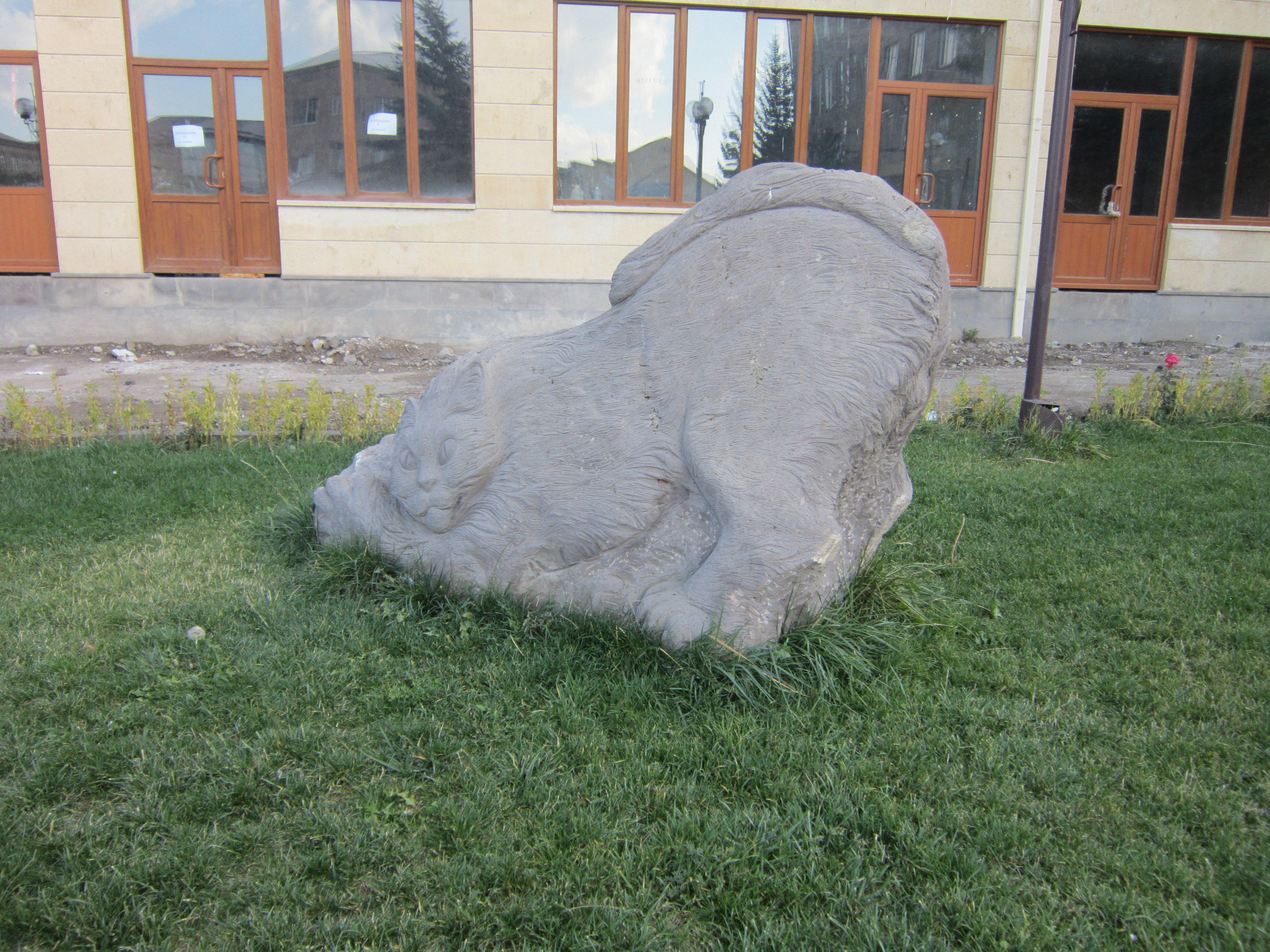
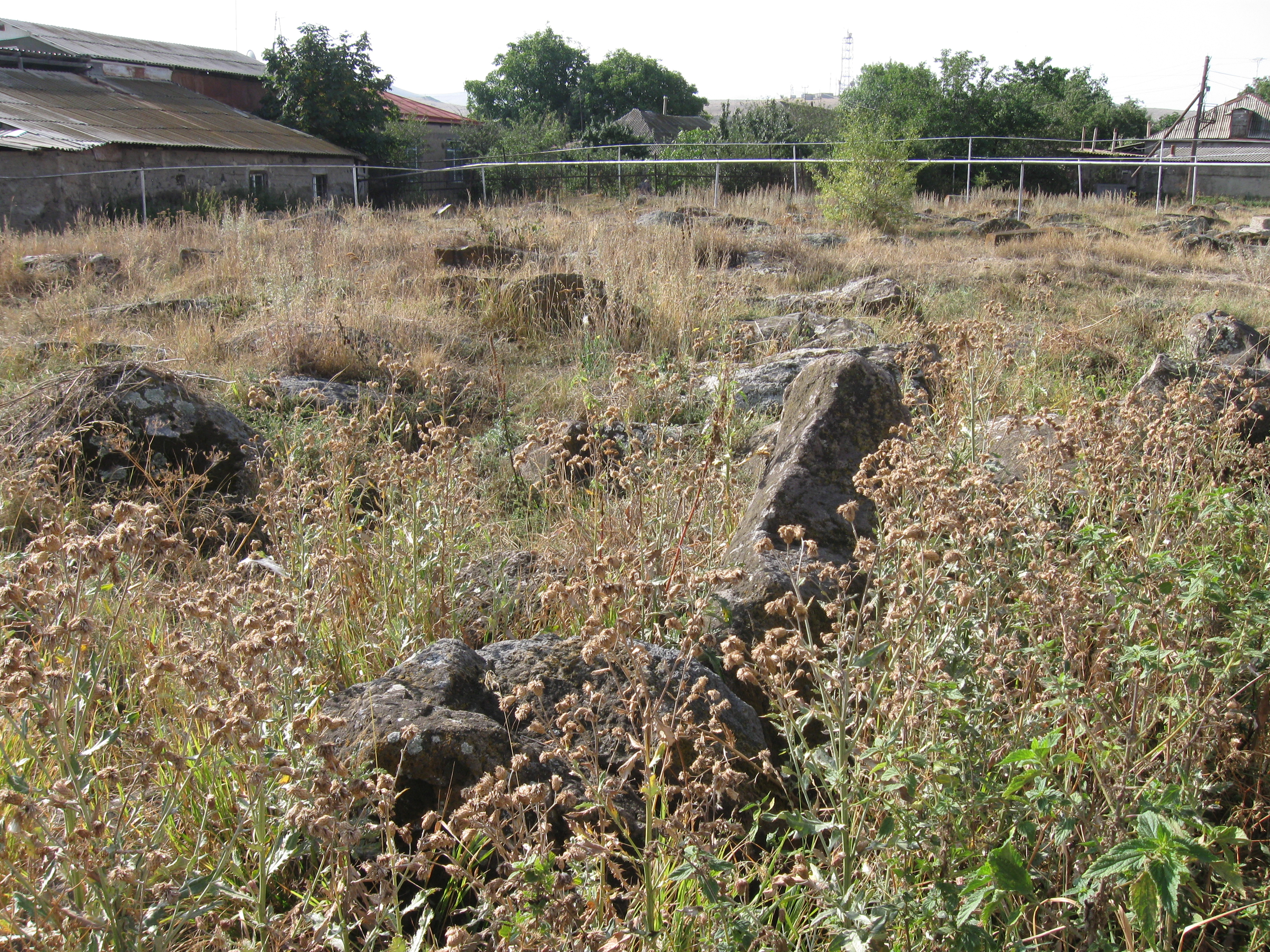
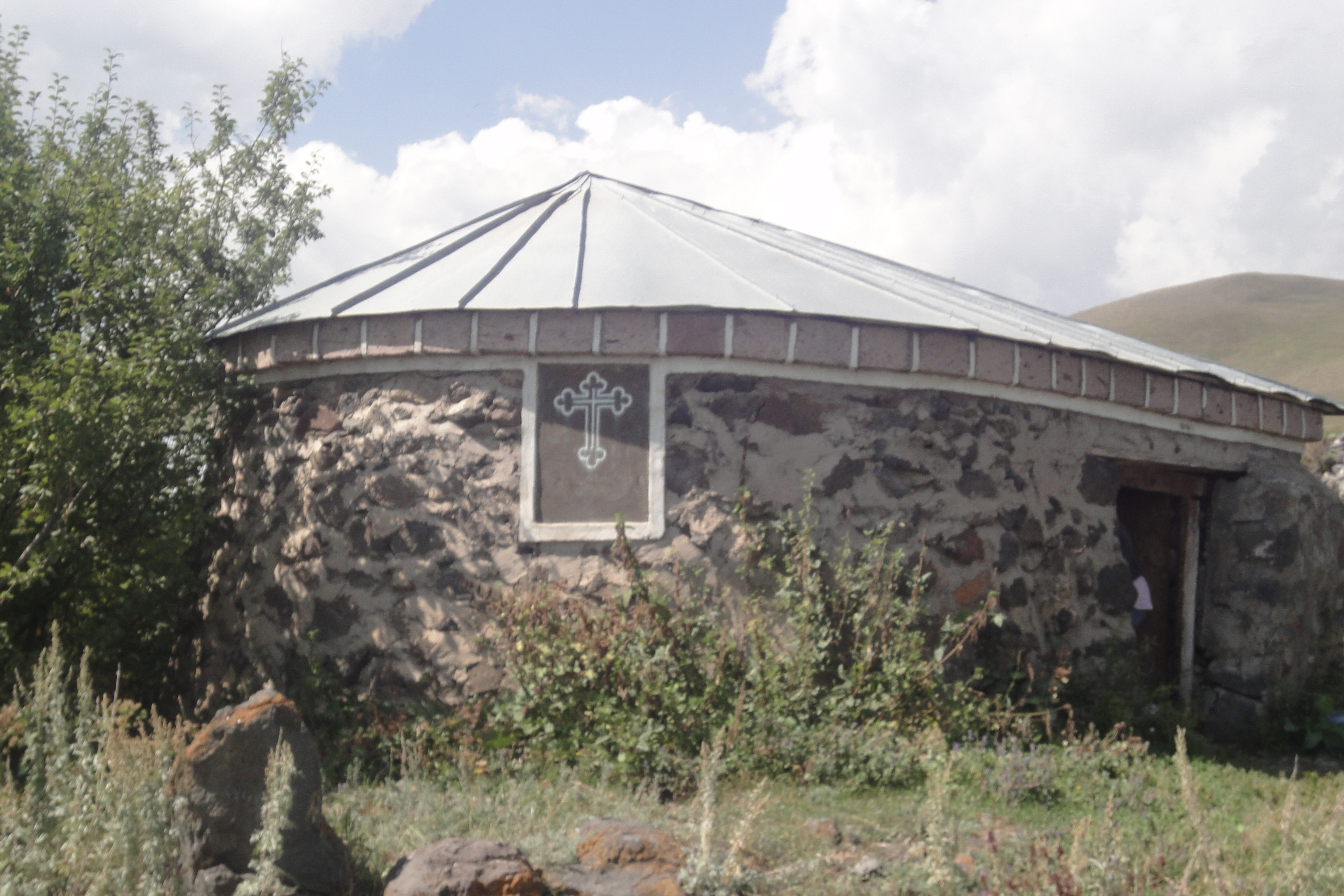
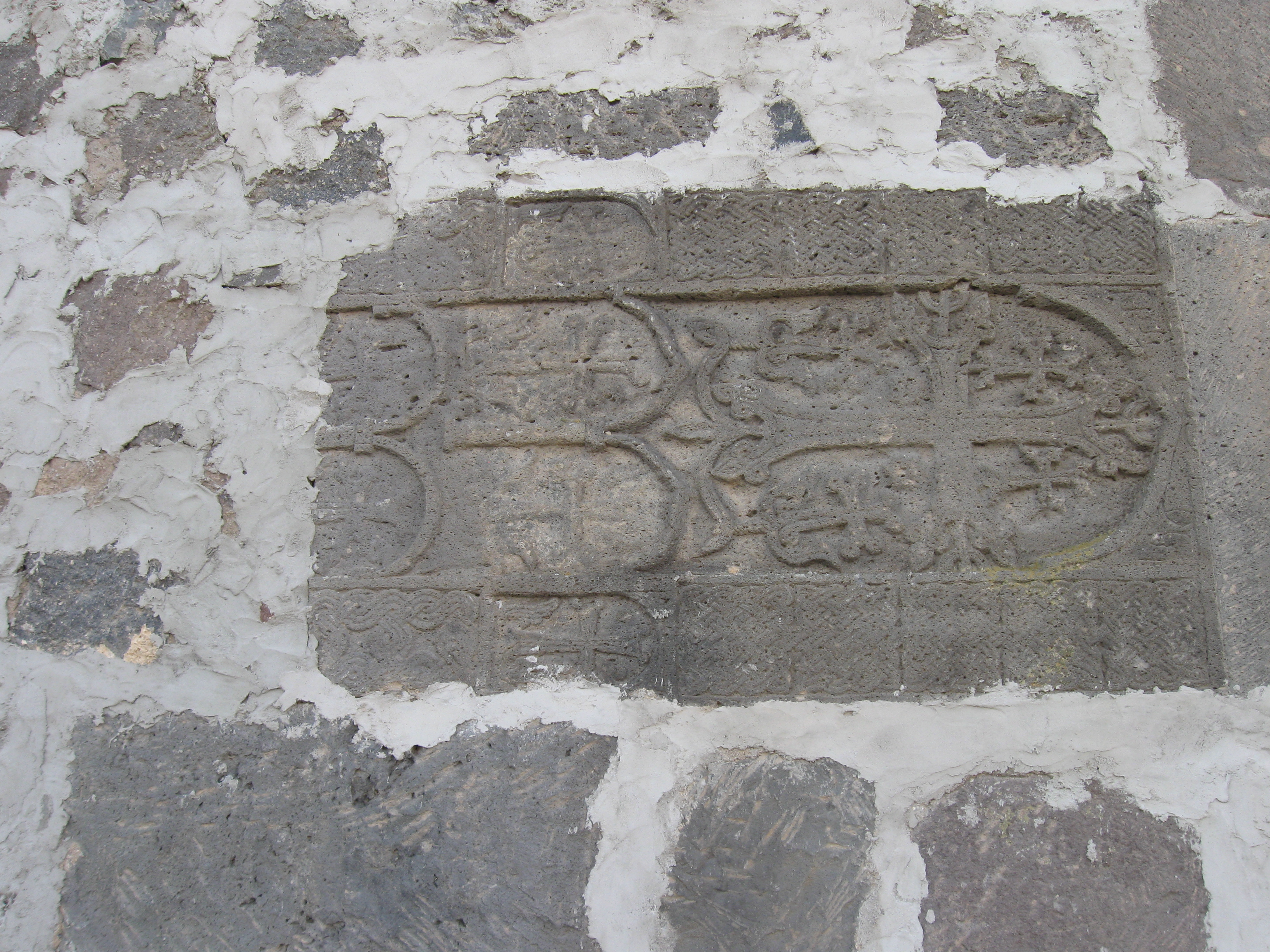
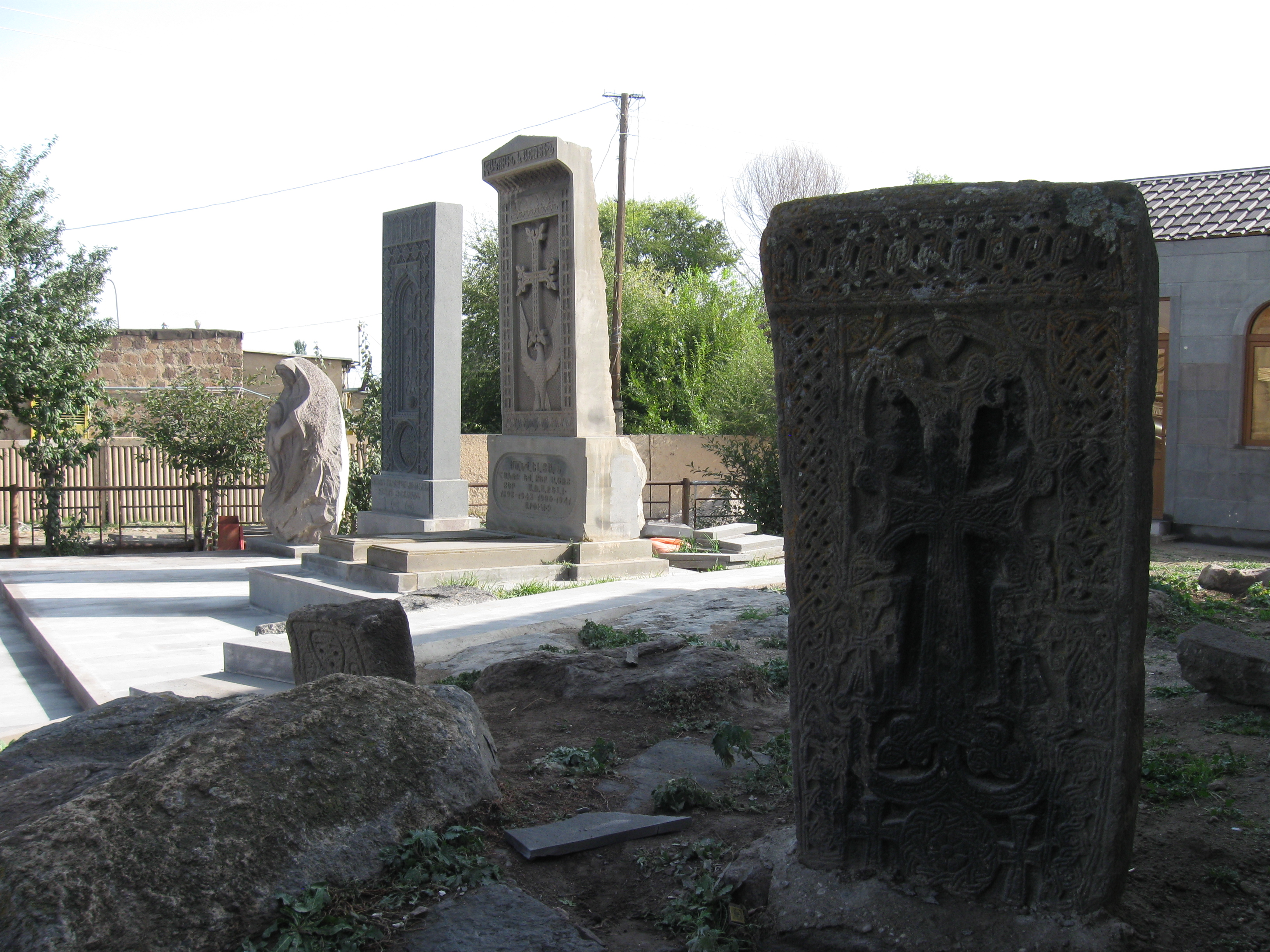
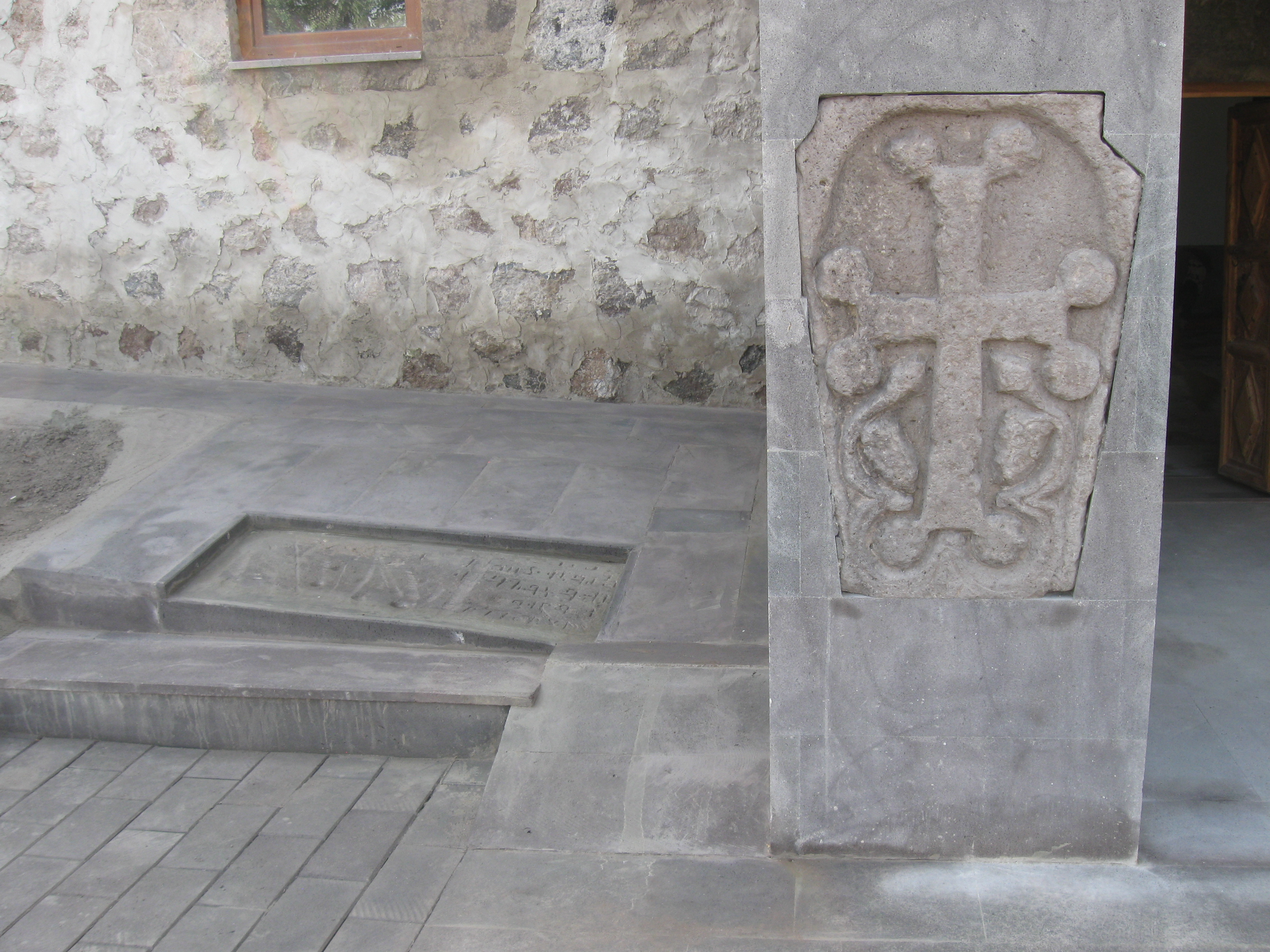
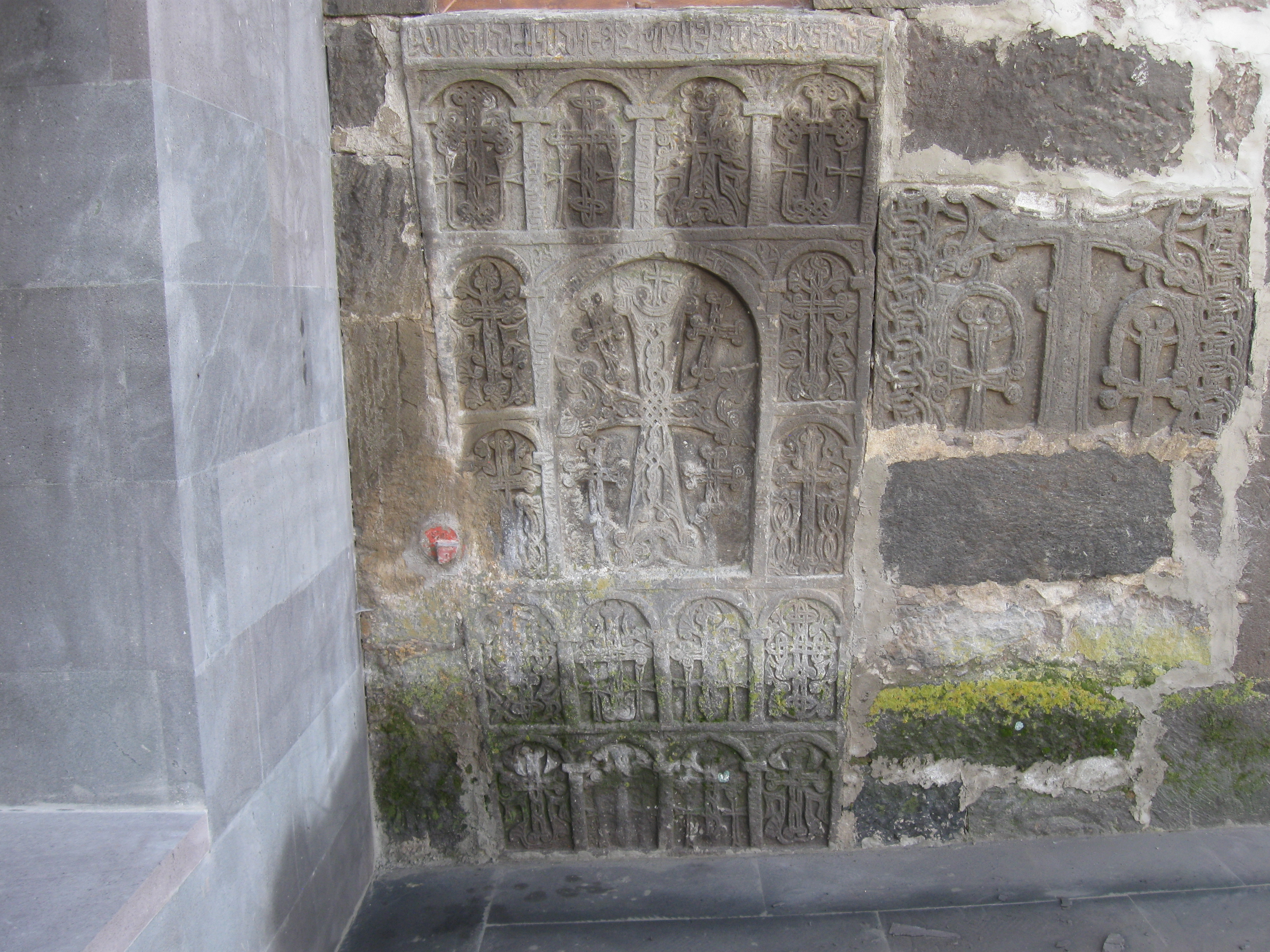
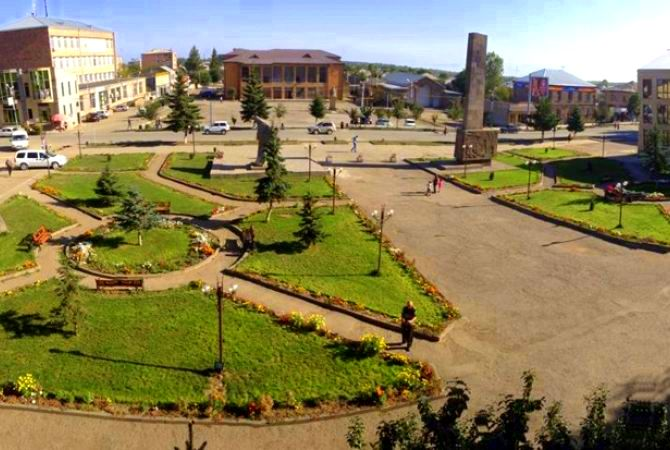
میدان مرکزی مارتونی
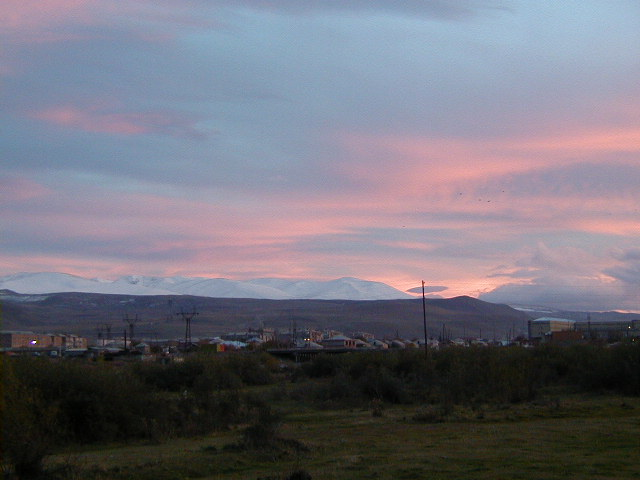
View from tho town
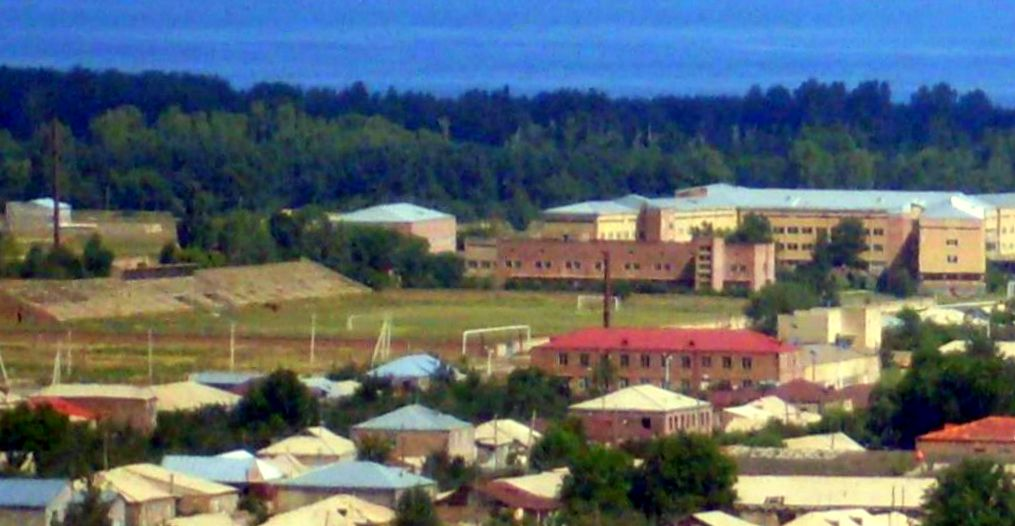
ورزشگاه شهر مارتونی
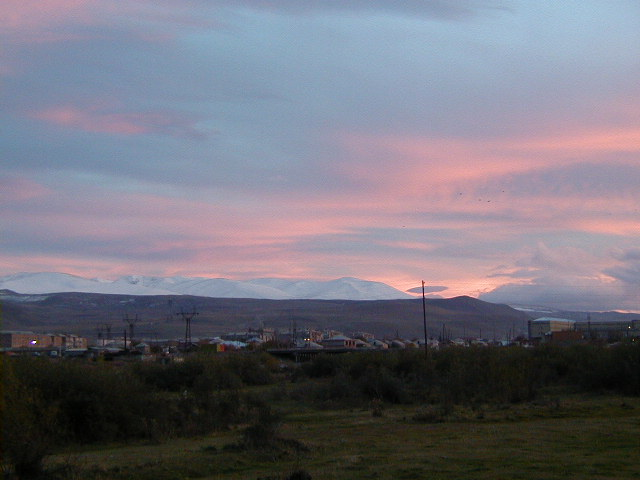
غروب در مارتونی